# Ensenada de Barragán
Ensenada de Barragán är en bukt i Argentina.   Den ligger i provinsen Buenos Aires, i den östra delen av landet, 50 km sydost om huvudstaden Buenos Aires.
Runt Ensenada de Barragán är det tätbefolkat, med 550 invånare per kvadratkilometer.